# Stromateidae
Họ Cá chim bạc (danh pháp khoa học: Stromateidae) là một họ cá theo truyền thống xếp trong bộ Cá vược Perciformes, nhưng hiện nay được xếp trong bộ Scombriformes.
Họ này chứa tất cả 17 loài cá trong 3 chi. Chúng sống ở bờ biển châu Mỹ, Tây Phi và Ấn Độ-Thái Bình Dương.
Một loài cá bản địa của New Zealand là Odax pullus cũng được gọi là cá chim nhưng nó thuộc về họ Odacidae. Cá chim Nhật Bản Psenopsis anomala thì thuộc họ Centrolophidae.

## Các chi và loài
Danh sách lấy theo Fish Base:
- Chi Pampus
  - Pampus argenteus (Euphrasen, 1788); đồng nghĩa: P. cinereus (Bloch, 1795).[4]
  - Pampus chinensis (Euphrasen, 1788):
  - Pampus echinogaster (Basilewsky, 1855).
  - Pampus minor Liu & Li, 1998.
  - Pampus punctatissimus (Temminck & Schlegel, 1845).
- Chi Peprilus
  - Peprilus burti Fowler, 1944.
  - Peprilus crenulatus Cuvier, 1829
  - Peprilus medius (Peters, 1869).
  - Peprilus ovatus Horn, 1970.
  - Peprilus paru (Linnaeus, 1758).
  - Peprilus simillimus (Ayres, 1860).
  - Peprilus snyderi Gilbert & Starks, 1904.
  - Peprilus triacanthus (Peck, 1804).[5]
  - Peprilus xanthurus (Quoy & Gaimard, 1825)
- Chi Stromateus
  - Stromateus brasiliensis Fowler, 1906.
  - Stromateus fiatola Linnaeus, 1758.
  - Stromateus stellatus Cuvier, 1829.